# ژان فیلیپ ماتیو
ژان فیلیپ ماتیو (انگلیسی: Jean-Philippe Mattio؛ زادهٔ ۲۴ فوریهٔ ۱۹۶۵) بازیکن فوتبال اهل فرانسه است.
از باشگاه‌هایی که در آن بازی کرده‌است می‌توان به باشگاه فوتبال نیس اشاره کرد.